# 그녀와 그녀의 고양이
《그녀와 그녀의 고양이》(일본어: 彼女と彼女の猫- 카노죠토카노죠노네코-[*], Their standing points)는 신카이 마코토가 1999년에 직접 제작하여 2000년에 공개한 애니메이션 영화이다. 제12회 CG애니메이션 콘테스트 그랑프리 수상작이다.

## 개요
《그녀와 그녀의 고양이》는 신카이 마코토 감독이 게임 제작사인 일본 팔콤에 근무하면서 만든 작품이며, 거의 혼자서 제작한 5분 미만의 흑백 애니메이션 작품이다.
생활 속의 막연한 외로움·희미한 아픔·자그마한 따스함 등, 말로는 전하기 어려운 감정을 영상과 소리로 표현한 작품이다. 마음에 와닿는 플롯 구성, 흑백 모노톤이면서도 치밀하게 그려진 작화나 컷 비율의 좋은 연출 등은 기존의 자주 제작 애니메이션의 질을 훨씬 뛰어넘어 높게 평가되고 있다. 음악은 텐몬이 담당하였는데 이것이 신카이의 애니메이션의 매력을 끌어 내는 데에 성공했다. 이러한 화면 묘사나 연출 기법, 텐몬의 음악과의 조화 등은 후에 신카이 작품의 기초가 되었다.
편집의 차이로 풀 버전·3분 버전·다이제스트판 3개의 버전이 존재한다. 후에 제작·판매된 별의 목소리의 DVD판에 영상 특전으로서 수록되었다.

## 줄거리
도시에서 독신 생활을 하는 그녀와 우연히 그녀에게 주워진 한마리 고양이의 이야기. 어느 날, 그녀의 자동 응답 전화에 그의 메시지가 온다.

## 제작 스탭
- 각본·감독·영상·제작·고양이 성우：신카이 마코토
- 음악：텐몬
- 협력：시노하라 미카 / RABSARIS

## 텔레비전 애니메이션
2016년 3월 ULTRA SUPER ANIME TIME에서《그녀와 그녀의 고양이 -Everything Flows-》의 제목으로 방송 중이다. 1회 약8분 총4회를 예정하고있다.

### 제작 스탭
- 원작 - 신카이 마코토
- 감독 - 사카모토 카즈야
- 시리즈 구성 · 각본 - 나가카와 나루키
- 캐릭터 디자인 · 총작화 감독 - 우미시마 센본
- 동화 감독 - 타무라 타이요
- 미술 감독 - 다나카 타카노리
- 색채 설계 - 이와타 유코
- 촬영 감독 - 타카하시 아키히로
- 편집 - 후쿠시마 요시아키
- 음향 감독 - 쓰루오카 요타
- 음악 - TO-MAS SOUNDSIGHT FLUORESCENT FOREST(미토, 마쓰이 요헤이, 이토 마스미)
- 음악 제작 - 란티스
- 음악 프로듀서 - 이토 요시유키
- 제작 총책임자 - 마쓰우라 히로아키, 가와구치 노리타카, 이토 요시유키
- 프로듀서 - 사토미 테츠로, 미야타 나리아키, 오치아이 치하루, 요시에 테츠나리
- 애니메이션 프로듀서 - 니노미 토모히토
- 애니메이션 제작 - 라이덴 필름 교토 스튜디오
- 제작 - 그녀와 그녀의 고양이 -Everything Flows- 제작위원회

### 주제가
오프닝 테마 「유리의 눈동자 (硝子の瞳)」
작곡·편곡 - 이토 마스미
엔딩 테마 「소나타 (ソナタ)」
작사·작곡·편곡 - 미토 / 노래 - 클램본

### 이야기 목록
| 화수  | 부제                                    | 그림 콘티       | 연출            | 작화 감독     |
| ----- | --------------------------------------- | --------------- | --------------- | ------------- |
| Sec.1 | 그녀와 그녀의 방 彼女と彼女の部屋       | 사카모토 카즈야 | 사카모토 카즈야 | 우미시마 센본 |
| Sec.2 | 그녀와 그녀의 하늘 彼女と彼女の空       | 오타 리카       | 이토 유이치     | 사가와 하루카 |
| Sec.3 | 그녀와 그녀의 눈빛 彼女と彼女のまなざし | 오타 리카       | 이토 유이치     | 사가와 하루카 |